# 香炉峰 (小惑星)
香炉峰 (3481 Xianglupeak) は小惑星帯の小惑星である。興隆 (Xinglong) にある北京天文台の観測施設で発見された。
北京市海淀区の香山公園にある香炉峰（海抜557m）から命名された。